# صالح الرحماني
صالح أحمد الرحماني لاعب كرة قدم سعودي، يلعب كمهاجم, ويلعب حالياً مع النادي الفيصلي.

## مسيرة اللاعب
بدأ في الفئات السنية في النادي الأهلي و انتقل إلى ناشئي نادي التسامح في عام 2019 و انتقل إلى ناشئي النادي الفيصلي في عام 2021.